# 웨어하우스 13
웨어하우스 13(Warehouse 13)은 미국 Syfy 채널에서 2009년 7월 7일부터 방송하기 시작한 공상 과학 드라마이다. 웨어하우스 13은 미국 비밀검찰국요원인 마이카 베링과 그녀의 파트너 피트 라티머가 초자연적인 유물을 보관하는 13번 비밀창고로 전출 가면서 시작된다. 그들은 잊혀진 유물들을 찾아 내기도 하며, 새로운 유물을 수사하기도 한다. 대한민국에선 슈퍼 액션에서 방송중에 있다.
책임 프로듀서인 Jack Kenny와 David Simkins는 1980년대 드라마인 13일의 금요일을 표절했다는 이유로 고소받았다 또한 이 드라마는 엑스파일, 레이더스, Moonlighting의 부분들을 묘사하고 있다.
웨어하우스 13 시리즈의 첫 편은 3백 5십만명이 본걸로 추산되며, 이는 Syfy 역사상 3번째로 큰 수치이다. 또한 50% 가까이의 여성 시청률을 가지고 있기도 하다. 최초 6개의 에피소드는 Syfy의 10대 에피소드에 뽑히기도 하였다. 그중 에피소드 6인 Burnout은 4백 4십만명을 끌여들여, Syfy에서 최고로 많이 본 에피소드 기록을 세웠다.
2009년 8월, 웨어하우스 13은 2시즌 13편의 재 계약을 이뤄냈으며, 2010년 7월 6일부터 방송하였으며2010년 10월 5일, 2011년 7월 11일부터 3시즌이 방송되었다. 시즌4는 총 20부작으로서 방영기간은 2012.07.23~2013.07.08 시즌5는 총 6부작으로 2014.04.14~2014.05.19으로 방영이 종료되었다.

## 제작
Syfy는 처음에 Farscape의 제작자인 Rockne S. O'Bannon, 배틀스타 겔렉티카의 책임프로듀서인 Jane Espenson과 D. Brent Mote에게 2시간짜리 파일럿 에피소드를 요구했다. Syfy는 또한 2008년 11월 19일날 추가적인 9개의 에피소드를 더 주문하였다. 웨어하우스 13는 미국에서 2009년 7월 7일날 방송되었다.
웨어하우스 13은 토론토, 온타리오와 몬트리올 부근에서 촬영하였다.

## 출연진과 등장인물

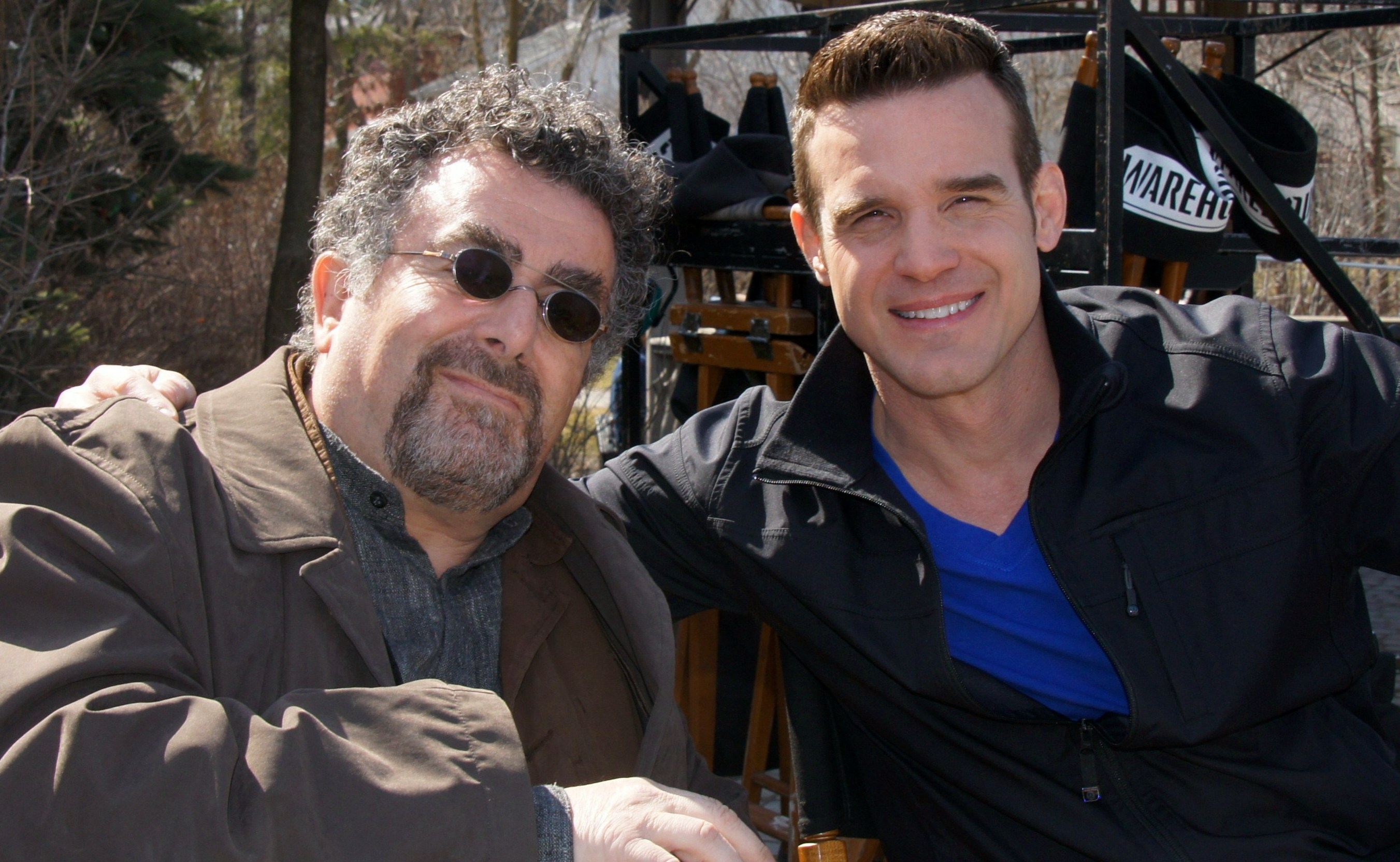
사울 루비넥과 에디 맥클린턱

- 피터 "피트" 라티머 (Peter "Pete" Lattimer, 에디 맥클린턱 분) - 유연한 습관을 가지고 있는 비밀 검찰국 요원이며, 비밀 검찰국전엔 해병대에 있었다. 붙임성 있는 성격으로, 알코올 중독이었지만, 2002년 이후로 절주[4]하고 있다. 능글스러운 성격으로 임무수행중 철없는 성격을 보이기도 하지만 그런 모습이 가끔씩은 같이일하는 마이카 요원에게 도움이 되기도 한다. 여자에대한 관심도 많으며, 마이카에게도 호감을 가지고 있다. 위험에 대한 직감이 있으며, 음식(특히 쿠키)에 약하다. Iron Shadow의 모든 판을 모으는 만화광이기도 하다.
- 마이카 오필리아 베링 (Myka Ophelia Bering, 조안나 켈리 분)[16] – 라티머의 파트너. 눈썰미가 있고 지적이여서 임무수행중 엘리트 역할을 담당하고 있다. 그녀는 자신의 일을 매우 중요하게 여기고, 자주 라티머와 갈등한다.[4] 피트라고 이름 붙인 페렛을 가지고 있으며, 피트와 미운정 고운정을 다 나눈 사이여서 사실은 마이카도 약간의 호감이 있다. 책을 많이읽어서 다양한 지식이 있으며, 다수의 외국어를 기본적으로 구사 할줄 아는 능력은 임무수행중 큰 도움이 되기도 한다.
- 아서 "아티" 닐슨 박사 (Dr. Arthur "Artie" Nielsen. 원래 이름은 Arthur Weisfelt, 사울 루비넥 분) - 웨어하우스 13에서 근무하는 비밀 검찰국 요원이다. 예전엔 암호 해독가로 일했으며, 예전에 소련에 국가기밀을 팔려고 한 것에 대한 유죄사실을 제외하곤 그의 과거는 베일에 가려져 있다. 신중하면서 질서 정열한 아티는 창고에 처음 온 사람을 난처하게 만들며, 창고안의 유품들에게 말하는 버릇을 가지고 있다. 아티는 쿠키를 굽는 취미를 가지고 있다. 극중에 나오는 웨어하우스13 전문의사 베네사를 사모하며, 자신이 짊어진 무거운 부담때문에 같이 살자고 프로포즈는 아직 못한 상태다. 최근 에피소드에서는 시간을 되돌리는 아스트롤라베를 사용하였다가 생긴 자신 내면의 악마로인해 이중인경으로 변하는 정신체계붕괴를 겪었다. 그로 인해 만져서는 안될 유물들을 만지려 하며, 마이카,피터,클라우디아,스티브 요원은 이를 막기 위해 다같이 나선장면으로 최근 에피소드가 끝났다.[17]
- 클라우디아 도노반 (Claudia Donovan, Allison Scagliotti 분) – 젊고, 현대적이며, 똑똑한 기술천재[18]로, 그녀의 오빠가 죽은 것으로 알고 있었다. 클라우디아는 창고의 컴퓨터 시스템을 해킹하고, 아티를 납치하지만 나중에 아티가 도와줘, 오빠를 다시 만나게 되고 창고에서 일하게 된다. 웨어하우스13 보안시스템을 맡고 있으며, 천재적인 컴퓨터 시스템 해킹실력으로 핵심인력으로 등장하고 있다. 아티에대한 애정이 뛰어나며 스티브요원과 각듯한 우정을 나눈다.
- 리나 (Leena, Genelle Williams 분) – 사우스 다코다에 위치한 알려지지 않은 곳에 위치한 여관 주인[19] (혹은 Univille[20])으로, 라티머와 베링, 도노반이 머물게 된다. 리나는 사람의 아우라를 볼 수 있는 능력을 갖고 있으며, 창고에 대해서 어느정도 알고 있으며 또한 창고의 요원들이 얼마나 죽었는지도 알고 있다. 1 시즌에서 그녀는 아티의 숙적 맥피어슨에게 조종당하여 큰 일으 저지르게 되지만, 무의식에 조종당한거여서 책임을 지지 않게 된다. 아티의 건강을 제일 걱정하며, 일손이 모자를 때에는 유물추적도 종종 도와주곤 한다.
- 스티브 징스 (Steve Jinks, Aaron Ashmore 분) - ATF요원이었다가 상대방이 거짓말을 하는지 진실을 말하는지 식별할 수 있는 능력이 있어, 웨어하우스13요원으로 스카웃됨. 요원이 된 이후 클라우디아 도노반과 깊은 우정을 나누고 그 누구보다 친한 사이가 됨. 웨어하우스13을 파괴하려는 사익스(악당)을 막기위해 그 무리에 잠입해 임무 수행을 하다가 사익스에 의해 살해됨. 그러나 클라우디아 도노반이 메트로놈(생명을 살리는 유물)을 이용해 다시 스티브를 살림. 메트로놈으로 연결된 클라우디아 도노반은 스티브의 고통을 그대로 느낄수 있게되었으나, 스티브가 그것을 견딜 수 없어 메트로놈 없이 살 수 있는 방법을 강구해봄. 그 결과, 그 방법을 찾아내어 마침내 스티브는 메트로놈없이도 다시 살 수 있게되는 운명을 가짐. 클라우디아 도노반 사이의 우정은 스티브가 동성애자이기 때문에, 사랑으로 발전하지 않고 깊고 끈끈한 우정으로 발전됨.
- 프레드릭여사 (Mrs.Fredrick, CCH Pounder 분) - 웨어하우스13을 총관리하는 섭정가 중 한명. 소리없이 나타나서 요원들을 도와주거나 조언을 해주고 가는등의 개성있는 캐릭터를 가지고 있으며, 웨어하우스13과 정신적으로 연결되어있어서 만약, 웨어하우스13이 사라진다면 따라서 죽게되는 운명을 가짐. 웨어하우스13이 파괴되기전에 그 주인을 자신말고 다른사람한테 물려줘야하는데, 그 사람으로 클라우디아 도노반을 생각중에 있음.

## 유물과 도구들
웨어하우스 13은 토머스 에디슨, 니콜라 테슬라, M. C. 에셔가 디자인하였으며, 1914년 만들어졌다. 이 이름은 사우스 다코다 창고전에 12개의 창고가 있었다는 걸 말해주고 있다. 최고로 오래된 창고는 알렉산드리아 도서관이었다. 세월이 흐르면서 창고는 그 시대의 제일 힘이 강한 국가/도시(그리스, 로마, 스페인, 러시아, 영국 등)으로 옮겨갔다.
웨어하우스 13에서 보이는 유물들은 여럿 중요한 역사적 물건들이다. 각각의 유물들은 그것들의 사용자나 제작자의 영향을 많이 받았으며, 유품들은 그들의 작품이라든가 그들의 성격에 영향을 미쳤다. 유물들은 전기를 띠고 있으며, 웨어하우스 13에선 아직 작동 원리가 알려지지 않은 찐득거리는 보라색 액체를 이용하여 중화시킨다. 이 액체는 창고에서 제작하는데, 드라마에서 이 액체를 보충하고 있는 장면이 보인다.

## 같이 보기
- 컨트롤 (비디오 게임)
- 로보토미 코퍼레이션
- SCP 재단